# Destruction (film fra 1915)
Destruction er en amerikansk stumfilm fra 1915 af Will S. Davis.

## Medvirkende
- Theda Bara som Ferdinande Martin.
- J. Herbert Frank som Dave Walker.
- James A. Furey som John Froment Sr.
- Gaston Bell som John Froment III.
- Warner Oland som Mr. Deleveau.